# Lillasjön (Kinnarumma socken, Västergötland)
Lillasjön är en sjö i Borås kommun i Västergötland och ingår i Viskans huvudavrinningsområde. Sjön är 8,6 meter djup, har en yta på 0,0774 kvadratkilometer och är belägen 121,9 meter över havet.

## Delavrinningsområde
Lillasjön ingår i det delavrinningsområde (638940-132838) som SMHI kallar för Utloppet av Frisjön. Medelhöjden är 144 meter över havet och ytan är 55,21 kvadratkilometer. Räknas de 5 avrinningsområdena uppströms in blir den ackumulerade arean 150,33 kvadratkilometer. Häggån som avvattnar avrinningsområdet har biflödesordning 2, vilket innebär att vattnet flödar genom totalt 2 vattendrag innan det når havet efter 84 kilometer. Avrinningsområdet består mestadels av skog (69 procent). Avrinningsområdet har 7,86 kvadratkilometer vattenytor vilket ger det en sjöprocent på 14,2 procent.